# Newman (Seinfeld)
Newman es un personaje recurrente y el principal antagonista en el programa de televisión Seinfeld. Fue interpretado por Wayne Knight desde 1991 hasta el final del programa en 1998. Si bien es amigo de Cosmo Kramer, tiene una relación conflictiva con Jerry Seinfeld . 
TV Guide lo incluyó en su lista de 2013 de Los 60 villanos más desagradables de todos los tiempos. En 2016, Rolling Stone lo ubicó en el puesto 16 de sus “40 mejores villanos de televisión de todos los tiempos”.

## Antecedentes
Newman hace su primera aparición física en The Suicide, pero se establece por primera vez como un personaje en el episodio anterior The Revenge, en el que solo se escucha su voz (la de Larry David). 
Newman vive en el departamento 5E, que está directamente al final del pasillo del departamento de Jerry, 5A. Sin embargo, hay inconsistencias de continuidad con respecto a su residencia. En el episodio de la temporada 7 The Engagement, el apartamento de Newman es 5E. En el episodio de la temporada 9 The Strong Box, sin embargo, se ve a otro hombre, Phil, entrando en 5E. En otras ocasiones parece que Newman vive en una parte diferente del edificio de Jerry por completo; en The Big Salad Newman saluda a Jerry con "¿qué te lleva al ala este?", mientras que en The Calzone Newman dice que George "pasa el rato con Jerry en el ala oeste del edificio"; en The Wig Master, Kramer le dice a Jerry que Newman "tiene una niña allá arriba ", refiriéndose a su departamento. 
Newman fue creado como un contrapunto al personaje de Jerry, aunque la razón de su animosidad nunca se revela. Seinfeld describió una vez a Newman como Lex Luthor a su Superman . Knight lo describió como "puro mal", como lo hizo Jerry en el episodio La gran ensalada cuando dice "Lo he mirado a los ojos. Es puro mal ". 

## Personalidad
El papel de Newman es introducido principalmente como enemigo de Jerry y colaborador frecuente en los esquemas elaborados y extraños de Kramer. A menudo descrito como el "enemigo jurado" de Jerry (The Andrea Doria), Newman es astuto y a menudo conspira contra el. Él habla a menudo en un tono humorístico siniestro (principalmente a Jerry). Jerry se refiere a Newman como "maldad pura" en más de una ocasión. El saludo característico de Jerry para Newman es decir "Hola, Newman " en un tono sarcástico y condescendiente, mientras Newman responde "Hola, Jerry" en un tono falsamente jovial. Helen Seinfeld también saluda a Newman de la misma manera. 
El origen de la pelea de Seinfeld / Newman se insinúa en el episodio 15 de la temporada 3, donde Newman mete a Jerry en problemas. La aversión de Newman hacia Jerry parece derivarse del resentimiento por el estatus de Jerry como un comediante relativamente famoso. Newman considera que Jerry no merece su fama, refiriéndose a la audiencia de Jerry como una "chusma de club nocturno medio empapada que lame sus " observaciones ".Los propios talentos de Newman como poeta y creador de palabras no son despreciables, sin embargo, el reconocimiento similar a Jerry hasta ahora lo ha eludido. 
Cuando se le preguntó por qué el personaje Jerry odia a Newman, Jerry Seinfeld lo explicó en el DVD de la Temporada 3 en el interior del programa, "Él fue la primera persona en el programa, 'mi propio programa', que venía a sabotearme en algunos capítulos. Y entonces, ¿por qué no lo odiaría por siempre por eso? " Seinfeld también declaró en una entrevista con BuzzFeed Brews que "La verdadera respuesta de por qué odiaba a Newman era porque parecía divertido odiar a Newman"... Todos tienen un amigo muy excéntrico que está ahí afuera. Tienes tus amigos que son como tú, luego tienes ese amigo que realmente no es como tú y eso es lo que te gusta de ellos, son una especie de órbita externa. Y su amigo es alguien con quien no puedes tratar en absoluto ... [pero] no había una razón real para que odiara a Newman, nunca me hizo nada malo, fue divertido. Diversión para odiarlo ".
Newman es una fuente frecuente de molestias y problemas para Jerry, como en The Doodle cuando el uso secreto de Newman del apartamento de Jerry resulta en una infestación de pulgas, y en The Raincoats cuando Newman mete a Jerry en problemas con sus padres después de que él les cuenta Jerry estaba besándose con su novia durante la película La lista de Schindler . La respuesta característica de Jerry al descubrir que Newman tiene la culpa es sacudir enojado su puño y murmurar "¡Newman!" 
Sin embargo, la profundidad de la enemistad de Jerry y Newman parece variar entre episodios, o incluso dentro del mismo episodio (The Soul Mate), y Jerry a veces parece considerarlo simplemente un vecino molesto, en lugar de un enemigo absoluto. Ocasionalmente, los eventos llevan a uno de ellos (The Blood), o ambos (The Soup Nazi), a olvidar brevemente sus diferencias y, a veces, incluso a trabajar juntos en algún plan, como en The Shower Head cuando se unen con Kramer para comprar cabezales de ducha que no ahorren agua en el mercado negro . En The Old Man, Jerry menciona casualmente "un par de amigos", refiriéndose a Kramer y Newman. Jerry y Newman también asisten juntos al Super Bowl XXIX, pero solo debido a una confusión de entradas. En The Label Maker, Jerry acepta a regañadientes con George que Newman es "alegre", lo que parece ser un cumplido. 
Newman es un buen amigo de Kramer, y la pareja siempre participa en varios planes para hacerse rico rápidamente . En The Bookstore, Newman y Kramer deciden usar un rickshaw para transportar personas de un lugar a otro. En The Old Man, intentan encontrar valiosos discos para vender en efectivo, y en The Bottle Deposit intentan cobrar transportando botellas de Nueva York a Míchigan por el mayor valor de redención . Incluso Kramer se frustra con la obsesión de Newman de ganar en cualquier situación, como en The Label Maker, cuando él y Kramer juegan un juego de riesgo de varias horas, pero Newman se cuela para reorganizar las piezas durante sus descansos, y en The Ticketcuando Newman intenta (sin éxito) hacer que Kramer mienta por él en la corte. 
A pesar de su peso, Newman muestra una sorprendente capacidad atlética. Jerry afirma que es un jugador de tenis "fantástico" y se lo ve corriendo atléticamente en varios episodios. Puede trepar a los árboles muy bien ("como un lémur de cola anillada, como dice Kramer), una habilidad que afirma haber aprendido en el noroeste del Pacífico . 
Newman toma su trabajo como cartero con orgullo pero, paradójicamente, es retratado como un trabajador perezoso con hábitos tales como no trabajar cuando llueve o esconde bolsas de correo en el armario de almacenamiento del sótano de Jerry en lugar de entregarlas. A pesar de la clara falta de respeto por el correo, protesta impulsivamente la idea de que cualquier correo sea considerado "basura". A veces se sabe que usa su trabajo con fines corruptos, como retener intencionalmente el correo (a menudo facturas de servicios públicos o similares) para vengar el chantaje, o usar la Unión para salir de la cárcel. 
Hay un par de episodios en los que Newman sirve en otros roles además del enemigo de Jerry y el amigo de Kramer. En The Engagement, Kramer y Elaine hacen uso de los talentos de Newman para secuestrar y reubicar a un perro que ha mantenido a Elaine despierta; Newman se comporta como un asesino y revela un profundo odio por los perros. Newman también colaboró con George en The Calzone en un intento de encontrar otra forma de llevar un calzone a George Steinbrenner . 
Tiene algunos amigos de la oficina de correos y novias en un par de episodios. En The Bottle Deposit, después de ser arrojado de su camión de correo, busca refugio en la casa de un granjero, pero es expulsado por tener relaciones sexuales con la hija del granjero, que lo llama "Norman" (esto fue un error en el personaje parte, en lugar de una revelación del nombre real de Newman). Newman también es visto con una supermodelo después de que su deseo de cumpleaños se haga realidad en The Betrayal. 
Newman tiene sentimientos románticos no correspondidos por Elaine en el transcurso de la serie, pero finalmente en The Reverse Peephole, rechaza sus intenciones cuando ella trata de seducirlo para recuperar un abrigo de piel que ella había tirado. 
En The Switch pudo seducir a la madre de Kramer y fue sorprendido besándose con ella. Como todos los demás en el episodio, se sorprende al descubrir el primer nombre de Kramer de "Cosmo". 
Los enfurecidos discursos de Newman dirigidos contra Jerry y, a veces, el Servicio Postal de los Estados Unidos en varios episodios tienden a ser rimbombantes y verbosos, y muestran un impresionante dominio del lenguaje. El monólogo final de Newman contra Jerry ocurre en The Finale después de que Jerry se niega a llevarlo a París : 

¡Todo bien! ¡Pero escúchame y escúchame bien! ¡El día llegará! ¡Oh, sí, marca mis palabras, Seinfeld! ¡Se acerca tu día de juicio, cuando un viento maligno soplará a través de tu pequeño mundo de juegos y borrará esa sonrisa petulante de tu cara! ¡Y estaré allí en toda mi gloria, observando, observando cómo todo se desmorona!
Newman

## Servicio Postal de los Estados Unidos
Newman es un empleado del Servicio Postal de los Estados Unidos, que se presenta en la serie como una organización poderosa y nefasta, pero burocrática e inepta. Cuando son arrestados en The Engagement, Newman les asegura a Kramer y Elaine que no serán procesados: "No se preocupen por nada. En 20 minutos, ese lugar estará lleno de carteros. Volveremos a la calle a la hora del almuerzo ". La ocupación de Newman se revela por primera vez en The Old Man, donde George, al enterarse, pregunta "¿No son [los trabajadores postales] los tipos que siempre se vuelven locos y vuelven con un arma y disparan a todos ?" La ominosa respuesta de Newman es "A veces. . ". Jerry luego responde: "¿Por qué es eso?" a lo que Newman responde con un breve estallido de ira, mostrando su desdén por la naturaleza interminable del correo, y por Publisher's Clearing House . 
En The Junk Mail, Kramer se da cuenta de que el Servicio Postal se ha vuelto obsoleto y comienza una campaña contra el correo; pronto es secuestrado por hombres de seguridad de la oficina de correos. Newman intentó antes disuadir a Kramer, suplicando: "¡No sabes ni la mitad de lo que sucede aquí!" Al final del episodio, por sus esfuerzos por salvar a Kramer, Newman es visto escoltado por empleados del Servicio Postal con un cubo en la cabeza, rogándole a Kramer que "cuente al mundo mi historia". 
En " The Package ", se muestra la tarjeta de presentación de Newman; se lee "NEWMAN". En " The Junk Mail ", se le conoce solo como "Empleado Postal Newman". 
Newman afirmó que una vez trabajó la misma ruta postal que el asesino en serie estadounidense David Berkowitz, también conocido como el "Hijo de Sam", que trabajaba para el Servicio Postal en el momento de su captura en 1977 ; Newman afirma que "una vez tuvimos una cita doble ". Cuando se le preguntó cómo era la ruta postal de Berkowitz, Newman comentó que la ruta tenía "muchos perros", pero bromeó diciendo que solo le dijeron que "dejara los bocadillos" (una referencia a la afirmación de Berkowitz de que los perros que hablaban lo poseían para ir a un matanza). Newman retiene la bolsa de correo de Berkowitz como una valiosa pieza de colección. Cuando la policía viene a arrestarlo en The Engagement, sus primeras palabras para ellos son: "¿Qué te tomó tanto tiempo?", Las mismas palabras que Berkowitz usó cuando fue arrestado. Sin embargo, en la vida real, Berkowitz no tenía una ruta de correo mientras trabajaba en el Servicio Postal. En el momento de su captura, trabajaba como clasificador de cartas. 
Newman intenta obtener un traslado a Hawái en The Andrea Doria, ya que espera trabajar en un mejor clima. Sin embargo, Jerry completando su ruta es demasiado eficiente, lo que le cuesta a Newman la transferencia. Newman rasga el abrigo de Jerry (que en realidad es el abrigo de Newman de su "año de novato") con frustración. 
Newman hace varias afirmaciones extrañas sobre el Servicio Postal, que incluyen: 
- Los códigos postales no tienen sentido. (La traición)
- Ningún cartero ha entregado con éxito más del 50% de su correo (comparando tal hazaña con correr una milla en 3 minutos ). (The Andrea Doria)
- Las fotos en el correo con el sello "No doblar" pueden arrugarse, arrugarse y amontonarse. (The Andrea Doria)
- "Cuando controlas el correo, controlas la información". (The Lip Reader) (Esta línea es un homenaje a una línea de Ben Kingsley en Sneakers . )[4]
- Los trabajadores de la oficina de correos siguen montando juergas porque "¡El correo nunca se detiene! Simplemente sigue viniendo y viniendo y viniendo, ¡nunca hay un respiro! ¡Es implacable! ¡Cada día se acumula más y más y más! ¡Y tienes que sacarlo! ¡Pero cuanto más lo sacas, más sigue entrando! Y luego, el lector de códigos de barras se rompe, y es el día de la Cámara de compensación del editor...! "
- Nadie realmente necesita correo. (le dijo a Kramer cuando intenta cancelar su correo en The Junk Mail)
- Realmente no hay correo basura. (" The Soul Mate ")
- Cualquier paquete que llegue a la oficina de correos con etiquetas de dirección dañadas, ilegibles o faltantes se considera "obsequio"; Los trabajadores postales son, por lo tanto, libres de ayudarse con el contenido de los paquetes. (The Label Maker)
- En Hawái, el aire es tan dulce y húmedo "que ni siquiera tiene que lamer los sellos". (The Andrea Doria)

## Desarrollo
El cocreador de la serie, Larry David, concibió el personaje al escribir el guion de The Revenge de la segunda temporada . Newman fue concebido como el amigo suicida afroamericano de Kramer. Estaba listo para aparecer en una escena, en la que explicó que saltó del edificio de apartamentos, pero que un toldo había roto su caída. Tim Russ, quien pasaría a protagonizar Star Trek: Voyager, audicionó para el papel, al igual que William Thomas, Jr., conocido por su aparición en The Cosby Show, quien fue elegido para el papel. Sin embargo, entre el primer y el segundo borrador, la trama se redujo significativamente; La escena en la que apareció el personaje se cortó, y el papel de Newman en el episodio se redujo a un breve diálogo con Kramer, con Newman fuera de la pantalla. David grabó las líneas él mismo, aunque no fue acreditado.
Al concebir una trama para el episodio de la tercera temporada The Suicide, el equipo de redacción decidió crear un amigo para Kramer. Aunque nunca tuvieron la intención de que el personaje de Newman regresara al programa, sintieron que era fácil usarlo nuevamente, ya que ya había sido presentado. Inicialmente, Newman fue concebido como el hijo del propietario que era dueño del edificio de Jerry y Kramer, lo que le permitió hablar sobre los vecinos del edificio sin ser castigado por ello. Sin embargo, entre borradores, el personal de redacción decidió hacer de Newman un vecino del edificio y un enemigo de Jerry. 
Entre los actores que audicionaron para el papel estaban Armin Shimerman, Dan Schneider y Wayne Knight . Knight comentó que estaba muy entusiasmado con la audición, ya que ya era muy fan del programa. David inmediatamente pensó que Knight era "fabuloso" para el papel, y también se divirtió con su fuerte apariencia en comparación con la delgada figura de Kramer. Aunque Seinfeld sintió que presentar a un amigo de Kramer podría arruinar la mística del personaje, la actuación de Knight lo convenció de lo contrario. La parte fue inicialmente una aparición de invitado por una vez, pero Seinfeld y David quedaron impresionados con Knight y sintieron que Newman era un personaje que podrían explotar aún más; como Michael Richards explicó más tarde "nuestro espectáculo fue impulsado por personajes y no había forma de que dejaran ir a Wayne Knight". Newman seguiría siendo un personaje recurrente hasta el final de la serie en 1998. Para establecer una mejor continuidad, Knight volvió a grabar las líneas de Newman en "The Revenge" para la versión de redifusión del episodio. Ambas versiones del diálogo se incluyeron en el paquete de DVD Seinfeld: Volumen 1 .
Cuando se anunció en 1998 que el espectáculo terminaría, Knight proclamó: "Voy a quemar toda la ropa de Newman y esos zapatos negros funky que he estado usando todos estos años. Se viste como Jack Ruby . Nadie ha hecho más con una tela escocesa apagada que yo ". Antes del final, The New York Daily News le preguntó a Knight si estaría interesado en un spin-off centrado en Newman, a lo que respondió: "Creo que podría aparecer en Law & Order como un soplón, pero en cuanto a dosis semanal de Newman, bueno, creo que si ocasionalmente te golpean en la cabeza con un martillo de bola, podrías aturdirte un poco. Pero si te golpeaban semana tras semana, podrías enojarte ".

## Recepción y popularidad
En una entrevista con Sacramento Bee, Knight explicó que una vez fue detenido por un oficial de policía que simplemente lo detuvo para decir "Hola, Newman". Newman ocupó el puesto número 1 en la lista de TV.com de los diez vecinos más molestos.
Mike Joy, de Fox Sports, a menudo responde "Hola, Newman" cuando Ryan Newman gana una carrera de Monster Energy NASCAR Cup Series . Esto ha sucedido en las Daytona 500 de 2008 y en el Camping World 500 de 2017 . 

## Apariciones
Temporada 2
The Revenge (originalmente doblado por Larry David, doblada por Wayne Knight en redifusión) 
Temporada 3
The Suicide
The Boyfriend (Parts 1 and 2) 
The Parking SpaceThe Keys
Temporada 4
The Pitch
The Ticket
The Pick
The Old ManThe Pilot (Cameo)
Temporada 5
The Sniffing Accountant
The Lip Reader
The Non-Fat Yogurt
The Barber
The Marine Biologist
The Raincoats (Part 2)
Temporada 6
The Big Salad
The Switch
The Label Maker
The Scofflaw
The Doodle
The Diplomat's Club
Temporada 7
The Engagement
The Soup Nazi
The Pool Guy
The Seven
The Shower Head
The Calzone
The Bottle Deposit (Parts 1 and 2)
Temporada 8
The Soul Mate
The Package
The Chicken Roaster
The Andrea Doria
The Pothole
The Millennium
The Muffin Tops
Temporada 9
The Butter Shave
The Blood
The Junk Mail
The Merv Griffin Show
The Betrayal
The Reverse Peephole
The Cartoon
The Bookstore
The Finale (Parts 1 and 2)